# Solegnathus dunckeri
Solegnathus dunckeri är en fiskart som beskrevs av Gilbert Percy Whitley 1927. Solegnathus dunckeri ingår i släktet Solegnathus och familjen kantnålsfiskar. IUCN kategoriserar arten globalt som otillräckligt studerad. Inga underarter finns listade i Catalogue of Life.